# Linie-Aquavit

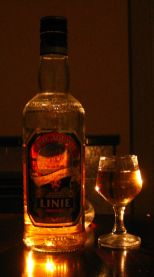
Linie-Aquavit

Linie-Aquavit (Anhörenⓘ; Eigenschreibweise ohne Bindestrich) ist ein Aquavit mit 41,5 Vol.-%, der von der norwegischen Arcus AS mit Sitz in Oslo hergestellt und wird in Deutschland seit Juni 2024 zusammen mit anderen Aquavit-Marken der ANORA Group Pcl von der zur Underberg-Gruppe gehörenden Diversa Spezialitäten GmbH sowie TeamSpirit vermarktet und vertrieben.

## Geschichte und Produktionsprozess
Linie Aquavit wird in ehemaligen Sherryfässern aus Eichenholz gelagert und reift 19 Wochen lang auf Schiffen, die den Äquator (Linie) kreuzen. Um die Entdeckung dieser Reifungsmethode ranken sich mehrere Legenden. Einer Legende zufolge seien im Jahr 1805 einige Fässer Aquavit nach Übersee verschifft worden und zufällig Monate oder Jahre später wieder zurück nach Norwegen gelangt, wobei die geschilderten Einzelheiten widersprüchlich sind. Jedenfalls habe man bei der Verkostung der Retoure überrascht festgestellt, dass dieser Aquavit nun deutlich milder und feiner schmeckte als vor der Abfahrt. Dies wurde den ständigen Bewegungen der Fässer, der Seeluft und den Temperaturschwankungen auf der langen Seereise zugeschrieben. Fest steht, dass Jørgen B. Lysholm 1821 eine Destillerie in der Nähe von Trondheim gründete, und seit Ende der 1830er-Jahre hatten Schiffe, die getrockneten Kabeljau nach Südamerika brachten, auch Aquavitfässer an Bord. Lysholm Linie wurde schnell die erfolgreichste Marke des Unternehmens. Anders als etwa in Deutschland üblich wird Linie Aquavit in seinem Ursprungsland Norwegen bei Zimmertemperatur getrunken, damit sich nach Meinung der dortigen Konsumenten der Geschmack besser entfalten kann.
Der heute verkaufte Aquavit wird über die Linie (= Äquator) transportiert. Die Brennerei verfügt über eine große Anzahl blau lackierter 20-Fuß-Container, auf denen das Signet von Linie Aquavit aufgeklebt ist. Jeder Container wird in zwei Lagen mit insgesamt 20 Sherryfässern beladen. Jeweils sechs Container werden dann auf das Oberdeck eines Autotransporters der schwedisch-norwegischen Reederei Wallenius Wilhelmsen Logistics verladen. Auf den Oberdecks von Autotransportern befindet sich keine weitere Ladung, da sie dort der Witterung ungeschützt ausgesetzt ist. Um die jährlichen Mengen abfüllen zu können, müssen permanent mind. 200–220 Container auf dem Meer unterwegs sein. Auf der Rückseite des Etiketts jeder Flasche kann man sehen, welches Schiff, wann und auf welcher Route diesen Aquavit transportiert hat. Die meisten Schiffe von Wallenius Wilhelmsen verfügen über eine Webcam, auf denen man die auf dem Deck stehenden blauen Container erkennen kann. Die Container sind natürlich verschlossen und versiegelt.